# Jose Ledesma
Jose B. Ledesma was een Filipijns politicus . 

## Biografie
Jose Ledesma voltooide een bachelor-opleiding rechten en slaagde in 1912 voor het toelatingsexamen van de Filipijnse balie. Vanaf datzelfde jaar was hij ook lid van de provinciale raad van Iloilo. Van 1925 tot 1927 was hij gouverneur van de provincie. Toen in 1927 senator Jose Maria Arroyo overleed, werd Ledesma tijdens speciale verkiezingen op 21 juli 1927 gekozen voor het restant van diens termijn tot 1931. Na de oorlog werd Ledesma in 1946 nog benoemd tot waarnemend gouverneur van Iloilo.